# Willa Aronsohna w Bydgoszczy
Willa Lewina Aronsohna w Bydgoszczy – zabytkowa willa w Bydgoszczy.  

## Położenie
Budynek stoi na rogu ul. Gdańskiej i Śniadeckich w Bydgoszczy. W jego pobliżu znajduje się rzeźba Mariana Rejewskiego na ławeczce. 

## Charakterystyka[2]
Budynek wzniesiono w latach 60. XIX wieku dla bankiera żydowskiego pochodzenia Lewina Louisa Aronsohna (1850–1928). Był on znanym w Bydgoszczy filantropem, fundatorem posągu „Łuczniczki”. W 1918 r. został Honorowym Obywatelem Bydgoszczy. W latach 1994–1995 budynek został odrestaurowany, a od 1995 r. jest siedzibą Administracji Domów Miejskich w Bydgoszczy. W latach 2014–2015 obiekt przeszedł remont kapitalny.

## Architektura[3]
Willę wzniesiono w stylu neorenesansu. Od strony południowej była ona otoczona ogrodem. W fasadzie wschodniej znajduje się taras ujęty po bokach pilastrami oraz weranda zwieńczona balkonem. Pomiędzy oknami umieszczone są dwie półkolumny, podtrzymujące belkowanie z dekoracyjnym fryzem kostkowym. Dach jest zdobiony dekoracyjnym, ażurowym fryzem okapowym. 
Do czasów dzisiejszych na elewacjach budynku zachowały się tonda z płaskorzeźbionymi puttami oraz bogate wyposażenie wnętrza, m.in. neorokokowe piece kaflowe, kominek, sztukaterie, witraże, dębowe boazerie oraz drewniany strop kasetonowy w gabinecie.